# Выдра, Патрик
Па́трик Вы́дра (чеш. Patrik Vydra; род. 20 июня 2003, Бероун) — чешский футболист, защитник клуба «Спарта Прага», выступающий на правах аренды за клуб «Млада-Болеслав».

## Клубная карьера
Выдра — воспитанник клубов «Чески лев Бероун» и столичного «Спарта». 20 апреля 2022 года в матче против «Сигмы» он дебютировал в Первой лиге. В 2023 году игрок помог команде выиграть чемпионат.

## Достижения
«Спарта» (Прага)
- Чемпион Чехии: 2022/23